# Котманова
Котманова (слч. Kotmanová) насељено је мјесто са административним статусом сеоске општине (слч. obec) у округу Лучењец, у Банскобистричком крају, Словачка Република.

## Становништво
| Година:    | 1994. | 2004.   | 2014.   | 2024.    |
| ---------- | ----- | ------- | ------- | -------- |
| Број људи: | 367   | 357     | 323     | 259      |
| Разлика:   |       | -2,72 % | -9,52 % | -19,81 % |

| Година:    | 2023. | 2024.   |
| ---------- | ----- | ------- |
| Број људи: | 263   | 259     |
| Разлика:   |       | -1,52 % |

Према подацима о броју становника из 2011. године насеље је имало 323 становника.